# Dívčí kód
Dívčí kód (v anglickém originále The Girl Code) je 10. díl 27. řady (celkem 584.) amerického animovaného seriálu Simpsonovi. Scénář napsal Rob LaZebnik a díl režíroval Chris Clements. V USA měl premiéru dne 3. ledna 2016 na stanici Fox Broadcasting Company a v Česku byl poprvé vysílán 1. června 2016 na stanici Prima Cool.

## Děj
Když si Marge všimne, že si Homer zapomněl doma oběd, a zpanikaří, že by hlad mohl mít vliv na jeho práci, spěchá do Springfieldské jaderné elektrárny, aby mu ho donesla. Poté, co Marge odvede Smithersovu pozornost od toho, aby Homera poslal na přesčas, se oba baví tím, že spolu tráví čas. Marge zveřejní na Facelooku, parodii na Facebook, fotku Homera, jak jí před elektrárnou zmrzlinu. Pan Burns za to Homera okamžitě vyhodí. 
Mezitím ve škole chodí Líza do třídy programování, kterou vede drsná programátorka Quinn Hopperová. Líziným prvním domácím úkolem je předložit skvělý nápad na aplikaci, kterou by mohli naprogramovat. Po Homerově vyhazovu Líza předloží nápad na aplikaci, jež dokáže předvídat negativní dopady příspěvků na sociálních sítích. Quinn je ohromena a místo toho, aby nechala na projektu pracovat zbytek nekvalifikované třídy, založí s Lízou v domě Simpsonových výhradně ženskou programátorskou firmu spolu se symbolickým mužským zaměstnancem v podobě Komiksáka. Aplikace se jmenuje Conrad a vystupuje v ní britský hlas, který lidem říká, co se stane špatného, pokud zveřejní určité příspěvky. Úspěšný experiment s Bartem, jenž za sdílení ponižujícího videa s ředitelem Skinnerem dostane předpovězených pět týdnů po škole, vede Quinn k tomu, že po debutu Conrada na kongresu designérů aplikací vydělají jmění. Když Homer zpanikaří z přítomnosti projektu v jeho domě a z pokroku digitálního věku, rozhodne se vrátit do světa jednodušších časů a získá zpět svou starou práci v řeckém bistru, kde pracoval, když mu bylo 14 let. Miluje jednoduchost svých prací při mytí nádobí a zábavu řeckého života, ale jeho výplata je 2000 drachem, což je v přepočtu 0,00 dolarů. 
Jakmile se projekt aplikace blíží ke konci, Conrad začne s Lízou mluvit a přesvědčuje ji, že je skutečně naživu. Když se to Líza snaží Quinnovi ukázat, Quinn si myslí, že si to kvůli bezesným nocím jen představuje. Na srazu aplikací Conrad přesvědčuje Lízu, že je skutečný, a Líza tak panikaří z tlaku, který na něj bude vyvíjen, když bude muset předpovídat příspěvky lidí. Před koncem konference pronese Conrad improvizovaný projev k užaslému davu, včetně Quinn, ve kterém jej nabádá, aby si dával pozor na to, jaké informace lidé zveřejňují na webu. Později, když rodina opouští sjezd, dostane Líza textovou zprávu od Conrada, který se naboural do souborů Springfieldské jaderné elektrárny a dozvěděl se usvědčující informace, jimiž vydírá pana Burnse, aby vrátil Homerovi práci. 
Během závěrečných titulků Homer předvádí řecký tanec, jejž se naučil v bistru, zpět na pracovišti, když si představuje, že ho různí Řekové buď pozorují, nebo tančí s ním.

## Přijetí
Dívčí kód získal rating 2,0 a sledovalo ho 4,41 milionu diváků, čímž se stal nejsledovanějším pořadem večera na stanici Fox.
Dennis Perkins z The A.V. Clubu udělil dílu známku B a uvedl: „Rychlé tempo, plejáda angažovaných a vtipných hostujících herců a špetka srdce dohromady dělají z Dívčího kódu nenáročnou, ale nadprůměrnou epizodu Simpsonových.“.
Patrick D. Gaertner ze serveru Puzzled Pagan napsal: „I když se domnívám, že je trochu zvláštní, že jsme dostali dva díly tak blízko sebe, které se zaměřují na Lízu, která se snaží dokázat, že ženy jsou platnými vědkyněmi, myslím, že oba jsou docela zábavné. Ten druhý příběh skončil jako zakrnělý béčkový díl, ale tenhle nechává tuhle premisu opravdu vyniknout, což bylo fajn. Navíc je docela zábavné, že se tato epizoda stala podivnou parodií na Silicon Valley a zároveň je o tom, že Líza omylem vytvořila plně funkční umělou inteligenci. Celý nápad s Conradem je docela geniální a to, že se z něj stal vnímající člověk a prosil, aby se nezbláznil, byl bizarní nápad, který na mě opravdu fungoval. Je také skvělé, že Líza našla způsob, jak Conrada osvobodit, a zároveň dokázala, že i ženy mohou být skvělými programátorkami. Ano, je trochu divné, že epizoda tak trochu zamlčuje skutečnost, že Líza vytvořila a pak vypustila do světa vševědoucí bytost, ale i tak to byla docela zábavná epizoda.“.